# Kapúrthala
Kapúrthala (paňdžábsky ਕਪੂਰਥਲਾ) je město v Paňdžábu, jednom z indických svazových států. K roku 2011 v ní žilo bezmála sto tisíc obyvatel. Je správním střediskem svého okresu.

## Poloha a doprava
Kapúrthala leží bezmála dvacet kilometrů severozápadně od Džalandharu. Vede přes ni trať z Džalandharu do Firózpuru.

## Dějiny
V letech 1772–1948 byla Kapúrthala hlavním městem knížecího státu stejného jména.